# Kadjina
Kadjina is een plaats gelegen in de regio Kimberley in West-Australië. Een kleine Aboriginesgemeenschap vindt er haar thuis.

## Geschiedenis
Toen de regio Kimberley op het einde van de 19e eeuw werd gekoloniseerd bleven vele Aborigines op de pastorale stations leven en werken. Eind jaren 1960 werd de steun voor de Aborigines op de stations ingetrokken en velen verlieten Fitzroy Crossing. De Kadjina Aborigines trokken naar het zuiden.
In 1982 werd de 'Millijiddee Station'-lease van de 'Noonkanbah Station'-lease afgescheiden. De Kadjina-gemeenschap verkreeg de lease over 'Millijiddee Station' in 1988. Vanaf 1989 werd met hulp van de overheid begonnen met de bouw van woningen.

## Beschrijving
In 2020 telde Kadjina zestien woningen en de gemeenschap tussen vijftig en negentig inwoners. De gemeenschap heeft de pastorale lease 'Millijiddee Station' in handen. Er is een school, de Wulungarra Community School' en een medisch centrum. In de school is een gemeenschapskantoor gevestigd. De Kadjina-gemeenschap maakt deel uit van de Walmajarri-taalgroep.

## Ligging
Kadjina maakt deel uit van het lokale bestuursgebied (LGA) Shire of Derby-West Kimberley waarvan Derby de hoofdplaats is. Het ligt ten zuiden van de Great Northern Highway aan de voet van het St George Ranges, 2.400 kilometer ten noordnoordoosten van de West-Australische hoofdstad Perth, 174 kilometer ten zuidwesten van Fitzroy Crossing en 246 kilometer ten zuidoosten van Derby.
Enkele kilometers ten zuiden van Kadjina ligt een startbaan.